# Avenida NQS
La Avenida NQS (abreviación de Norte-Quito-Sur; conocida como la Avenida Cundinamarca hasta 1957) es una agrupación de avenidas ubicada en las ciudades de Bogotá y Soacha. Está compuesta por tres avenidas: la Avenida Novena, la Carrera 30 y la Autopista Sur. Un sector de la NQS, la llamada «Avenida Ciudad de Quito», comprende la totalidad de la Carrera 30 (desde su límite norte en la Calle 92 hasta su límite sur en la Calle 8ª Sur) más la Autopista Sur desde su límite oriental (la Calle 8ª Sur) hasta la Avenida Boyacá.

## Odónimo
En Bogotá, el nombre completo de la vía, desde su inicio en la Calle 193, hasta la entrada al municipio de Soacha es Avenida Norte-Quito-Sur (a veces llamada NQS), la cual es la unión de tres avenidas: La Avenida Novena (llamada también avenida Laureano Gómez), la Avenida Ciudad de Quito y la Autopista Sur.

### Nomenclatura
La nomenclatura de la NQS es compleja, debido a que uno de sus sectores, concretamente el ubicado ente la Avenida Fucha y la Avenida Boyacá, es simultáneamente parte de la Avenida Ciudad de Quito y de la Autopista Sur.
| Nombres             | Nombres             | Denominación    | Tramo                                       |
| ------------------- | ------------------- | --------------- | ------------------------------------------- |
| Av. Laureano Gómez  | Av. Laureano Gómez  | Carrera 9       | Calle 193 - Calle 106                       |
| Av. Laureano Gómez  | Av. Laureano Gómez  | Transversal 13  | Calle 106 - Calle 100                       |
| Av. Laureano Gómez  | Av. Laureano Gómez  | Diagonal 92     | Calle 100 - Calle 92                        |
| Av. Ciudad de Quito | Av. Ciudad de Quito | Carrera 30      | Calle 92 - Calle 8ª Sur                     |
| Av. Ciudad de Quito | Autopista Sur       | Trasnsversal 31 | Calle 8ª Sur - Calle 26 Sur                 |
| Av. Ciudad de Quito | Autopista Sur       | Transversal 35  | Calle 22 Sur - Carrera 50                   |
| Av. Ciudad de Quito | Autopista Sur       | Calle 45A Sur   | Carrera 50 - Avenida Boyacá                 |
| Av. del Sur         | Autopista Sur       | Calle 45A Sur   | Avenida Boyacá - Río Tunjuelo               |
| Av. del Sur         | Autopista Sur       | Calle 57R Sur   | Río Tunjuelo - Calle 59 Sur                 |
| Av. del Sur         | Autopista Sur       | Carrera 77G     | Calle 59 Sur - Límite Bogotá-Soacha         |
| Av. del Sur         | Autopista Sur       | Carrera 4       | Límite Bogotá-Soacha - Límite Soacha-Sibaté |

Cabe destacar que los términos «Autopista Sur» y «Avenida del Sur» son, en varios contextos, sinónimos el uno del otro.

## Historia
La Avenida Cundinamarca fue originalmente concebida como una vía que atravesase el límite occidental del entonces municipio cundinamarqués de Bogotá de norte a sur. La idea de la avenida apareció por primera vez en 1936 en un plan hecho por el urbanista austriaco Karl Brunner, donde sería, junto con la Carrera Séptima, una de dos vías contiguas atravesando toda la entonces ciudad. En el Plan Piloto de 1951 diseñado por el urbanista suizo-francés Le Corbusier, la Avenida Cundinamarca definiría el limite oriental de una zona verde que separaría la entonces Bogotá de los municipios a su occidente.
Desde 1957, el componente central de la vía pasaría a ser referida como la Avenida de Quito.
En 1990, el director delInstituto de Desarrollo Urbano (IDU) Camilo Nassar Moor, como parte de un plan para mejorar la movilidad de la ciudad, concibió la nueva avenida y anunció la intención de convertir la mayoría de lo que sería la NQS en una vía expresa sin semáforos, con la meta de poder comunicar la Avenida Novena (que entonces solo llegaba a la calle 147) con la Autopista Sur. El plan no involucraba la totalidad de la NQS; en la intersección de la NQS con la Avenida Fucha, en vez de seguir al sur por la Autopista Sur direcamente, el plan era que la vía expresa siguiese por la Avenida Jorge Gaitán Cortés hasta encontrar la Avenida General Santander, por donde seguiría hasta llegar a la Autopista Sur, a partir de la cual seguiría hasta llegar a Soacha. Fue mediante la planificación de este proyecto que se creó la idea de la Avenida NQS como una vía de alta velocidad compuesta por tres avenidas ya existentes.
Actualmente presenta un voluminoso tráfico vehicular, donde los tres puntos más críticos son: la intersección a nivel desde la Carrera 33 hacia el norte; los cruces semaforizados entre la calle 3 hasta la Avenida Primero de Mayo; así como en la denominada Autopista Sur desde la Terminal del Sur hasta la salida de Bosa, siendo estos los cruces semafóricos con alta congestión vehicular en ambos sentidos.

## Trazado
La NQS se divide en tres tramos, con tres nombres diferentes: La Avenida Laureano Gómez, se extiende de norte a sur desde la Calle 193 por la línea del Ferrocarril del Norte hasta la Avenida Paseo de los Libertadores a través de Usaquén y Chapinero; la avenida Ciudad de Quito, conocida también como Carrera 30, se extiende en sentido norte-sur entre la Autopista Norte y el río Tunjuelo, atravesando Barrios Unidos, Teusaquillo, Los Mártires, Puente Aranda, Antonio Nariño, Tunjuelito y Kennedy; y, la Avenida del Sur, entre el río y el límite con Soacha, sirviendo a las localidades de Ciudad Bolívar y Bosa. En su límite con Soacha se transforma en la Ruta Nacional 40 que sirve de comunicación con las ciudades del suroccidente colombiano (Ibagué, Armenia, Cali, Pereira y Pasto). Sus principales cruces son:
Avenida Laureano Gómez
- Avenida San Antonio (Calle 183)
- Avenida San Juan Bosco (Calle 170)
- Avenida Servitá (Calle 165)
- Avenida Las Orquídeas (Calle 161)
- Avenida La Sirena (Calle 153)
- Avenida Cedritos (Calle 147)
- Avenida Contador (Calle 134)
- Avenida Callejas (Calle 127)
- Avenida Pepe Sierra (Calle 116)
- Avenida España (Calle 100)
- Autopista Norte (Carrera 45 - Carrera 20)

Avenida Carrera 30 o Ciudad de Quito
- Avenida Colombia (Carrera 24)
- Avenida Medellín (Calle 80)
- Avenida Chile (Calle 72)
- Avenida Gabriel Andrade Lleras (Calle 68)
- Avenida José Celestino Mutis (Calle 63)
- Avenida Pablo VI (Calle 53)
- Avenida Francisco Miranda (Calle 45)
- Avenida Jorge Eliécer Gaitán o Avenida El Dorado (Calle 26)
- Avenida de las Américas Calle 23
- Avenida Ferrocarril de Occidente (Calle 22)
- Avenida Ciudad de Lima (Calle 19)
- Avenida Centenario (Calle 13)
- Avenida Comuneros (Calle 6)
- Avenida Ciudad Montes (Calle 3)
- Avenida Fucha (Calle 8 Sur)
- Avenida Jorge G. Cortés (Carrera 30)

- Avenida Primero de Mayo (Calle 26 Sur)
- Avenida Batallón Caldas (Carrera 50)

- Avenida Congreso Eucarístico (Carrera 68)

- Avenida Boyacá (Carrera 72)

Autopista Sur o Avenida del Sur
- Avenida Ciudad de Villavicencio (Carrera 70C)
- Avenida Bosa (Calle 59 Sur)

Ruta Nacional 40 (Soacha)
- Calle 56 (Zona Industrial de Cazucá)
- Calle 46 (Quintanares)
- Avenida Terreros (Calle 38)
- Calle 32 (Centro Comercial Mercurio)
- Avenida San Mateo (Calle 30)
- Calle 22 (El Tropezón)
- Calle 13
- Avenida Indumil (Diagonal 9)
- Calle 7 (Acceso a El Altico y Altos de la Florida)
- Transversal 11 (Entrada a Ducales)
- Avenida Compartir o Calle 30 Sur (Vía que comunica la Ciudadela Maiporé con Compartir, en la Comuna 1)

## Transporte público

### Troncal NQS Central de Transmilenio
Es un corredor de buses tipo BRT con 11 estaciones entre las intersecciones con la Carrera 20 y la Calle 6. Su ícono en el SITP es un cuadrado café con la letra E. Esta troncal está dividida en los tramos de la Av. Quito y la Av. Comuneros.
En 1999 el entonces alcalde Enrique Peñalosa adoptó la idea de los carriles exclusivos para el transporte urbano, inspirándose en antecedentes exitosos como el de la ciudad de Curitiba. El 17 de diciembre de 2000 se inaugura la primera línea, por las avenidas Medellín y Caracas, posteriormente, el 1 de julio de 2005 se inaugura el corredor de esta avenida. Finalmente, el 7 de noviembre de 2015, se inaugura el tramo final de esta troncal a través de la Av. Comuneros a través de un intercambiador sobre el antiguo puente vehicular.

### Troncal NQS Sur de Transmilenio
Es un corredor de buses tipo BRT con 17 estaciones entre las intersecciones con la Calle 6 y San Mateo. Su ícono en el SITP es un cuadrado celeste con la letra G. Esta troncal es la única que sirve al municipio de Soacha.
En 1999 el entonces alcalde Enrique Peñalosa adoptó la idea de los carriles exclusivos para el transporte urbano, inspirándose en antecedentes exitosos como el de la ciudad de Curitiba. El 17 de diciembre de 2000 se inaugura la primera línea, por las avenidas Medellín y Caracas, posteriormente, el 1 de julio de 2005 se inaugura el tramo entre Comuneros y General Santander y el 15 de abril de 2006 se inaugura el tramo entre Alquería y el Portal del Sur. El 27 de diciembre de 2013, se inauguran las estaciones La Despensa, León XIII, Terreros y San Mateo en Soacha. Finalmente, el 30 de enero de 2016 se inaugura la estación de Bosa.
Actualmente se está construyendo una segunda extensión entre San Mateo y El Vínculo en Soacha.

### Rutas zonales
Desde el 2021 las rutas zonales (excepto las rutas alimentadoras) manejan una nueva nomenclatura basada en la existente para las troncales de Transmilenio. La letra indica hacia cuál zona se dirige el bus, mientras que los números indican la ruta que sigue el mismo. Sin embargo, aún existen rutas con la errática nomenclatura antigua.
| A103 Germania C103 Portales del Norte        | A319 Centro Andino                          | A503 Estación Calle 100       |
| A523 Germania G523 Jacqueline                | A617 Centro                                 | A619 Centro H619 Isla del Sol |
| A628 Galerías H628 Potosí                    | A708 Chicó Norte H708 Antonio José de Sucre | A713 Chicó Norte              |
| A900 Galerías B900 El Codito                 | B608 Calle 134 H608 Arabia                  | B631 Calle 134 H631 Paraíso   |
| C605 Compartir-Corpas H605 Arborizadora Alta | G513 San Bernardino                         | G514 San José                 |
| G528 Boitá                                   | H604 Santo Domingo                          | H632 Villa Gloria             |
| H633 Acapulco                                | H712 Alfonso López                          | H726 Bolonia Usme             |
| 10-1 Avenida Bosa                            | 10-2 Bosa Centro                            | 10-3 Albán Carbonell          |
| 10-3C La Alameda                             | 10-4 Bosa Laureles                          | 10-5 Terminal Sur             |
| 10-6 Perdomo                                 | 10-8 Olarte-Timiza                          | 10-10 Cazucá                  |
| 12-1 Fátima                                  | CSM Circular San Mateo                      |                               |

| 191 Metrovivienda-Unicentro | 599 San Diego-Gaitana | SE14 Engativá Centro-Diana Turbay |
| T04 Potosí                  | T11 Alpes-Calle 222   | T26 Palermo Sur-Country Club      |
| T163 Perdomo-Calle 222      | TC14 Nueva Roma       |                                   |

### Transporte intermunicipal

#### Soacha
Estas rutas conectan Bogotá con Soacha. No está permitido que transportadores diferentes al SITP hagan viajes dentro del distrito capital, permitiéndose la recogida de pasajeros con destino al municipio vecino en los paraderos con la leyenda "INTERMUNICIPAL SOACHA". Sin embargo, esta medida es frecuentemente incumplida por las empresas de transporte privadas.
| R1 NQS-Carrera 68-Calle 80    | R2 NQS-Av. Boyacá-Calle 80          | R3 NQS-Av. Villavicencio-Av. General Santander-Calle 45 |
| R4 Bosa San Bernardino-Soacha | R5 NQS-Av. 1.º de Mayo-Calle 17 Sur | R6 NQS-Av.Bosa-Av. Agoberto Mejía-Américas              |

#### Regional
Estas rutas conectan Bogotá con otros municipios del país. Se abordan ya sea en el terminal Salitre o el terminal satélite del Sur.
| Cali | Neiva | Ibagué | Girardot | Pereira | Melgar | Agua de Dios | Alpujarra | Armenia |

## Sitios importantes en la vía

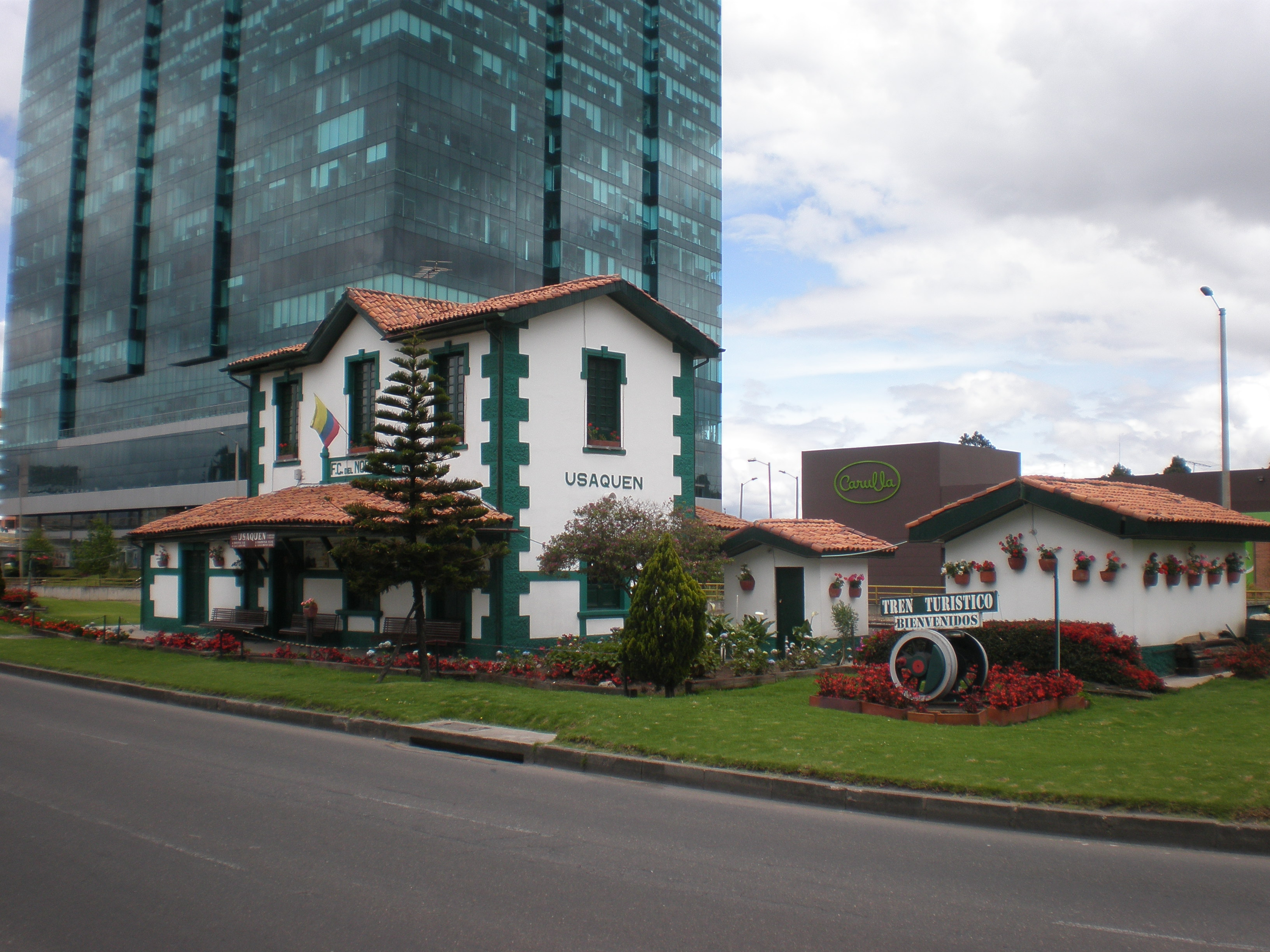
Estación de Usaquén.

### Usaquén
- Estación de ferrocarril de San Antonio (Calle 183)
- Universidad San Buenaventura (Calle 172)
- Homecenter (Calle 152)
- Almacenes Éxito (Calle 134)
- Universidad El Bosque (Calle 131A)
- Instituto Pedagógico Nacional (Calle 127)
- Clínica Fundación Santa Fe de Bogotá (Calle 116)
- Hotel W (Calle 113)
- Embajadas de Australia, Canadá, Finlandia, Honduras y México (Calle 113)
- Centro comercial Santa Ana (Calle 110)
- Torre Empresarial Pacific (Calle 110)
- Embajada de Alemania (Calle 110)
- Estación de ferrocarril de Usaquén (Calle 109)

### Chapinero
- Hotel Casa Dann Carlton (Calle 94)

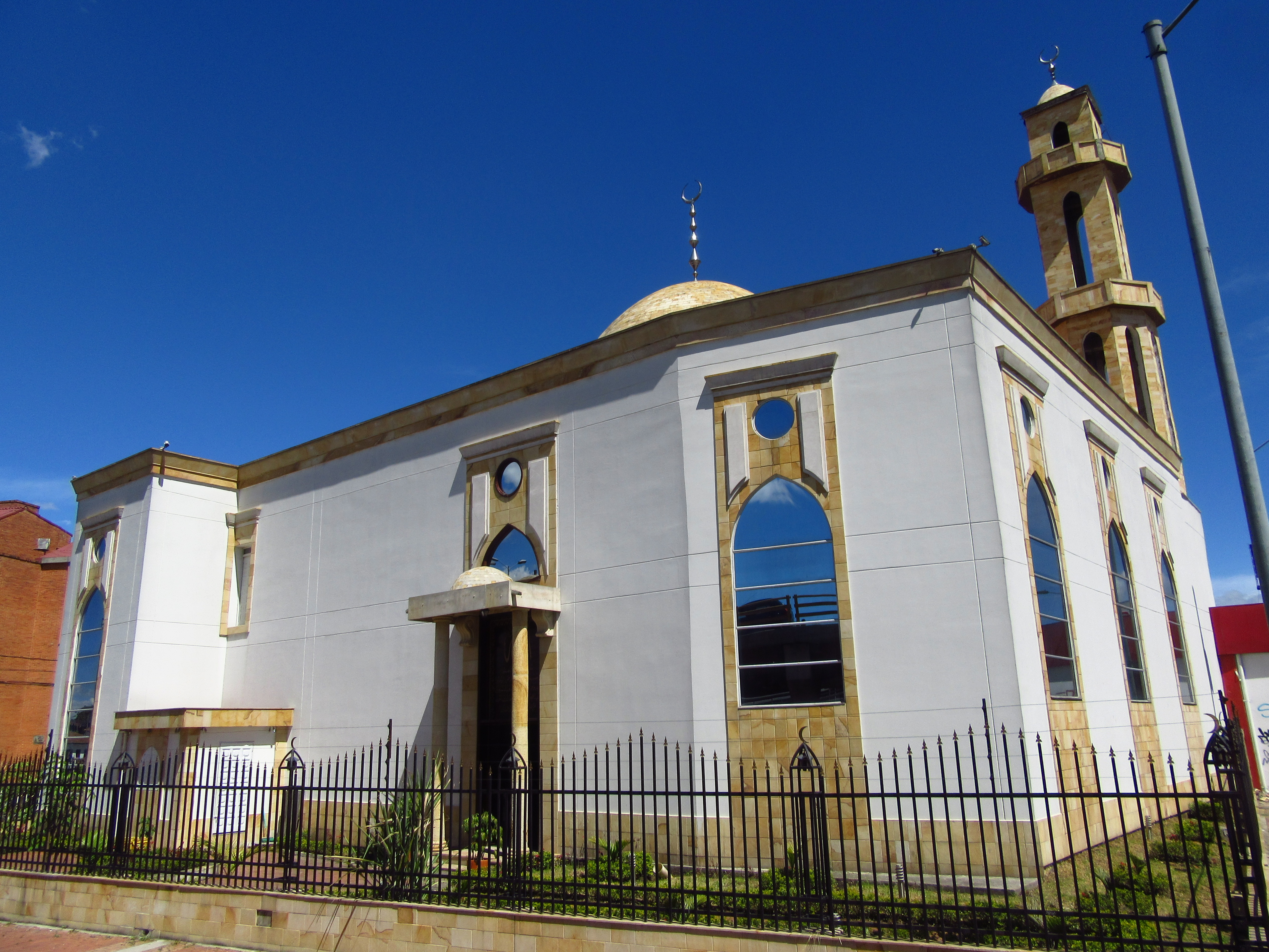
Mezquita Abu Bakr Al-Siddiq.

### Barrios Unidos
- Mezquita Abu Bakr Al-Siddiq (Calle 80)

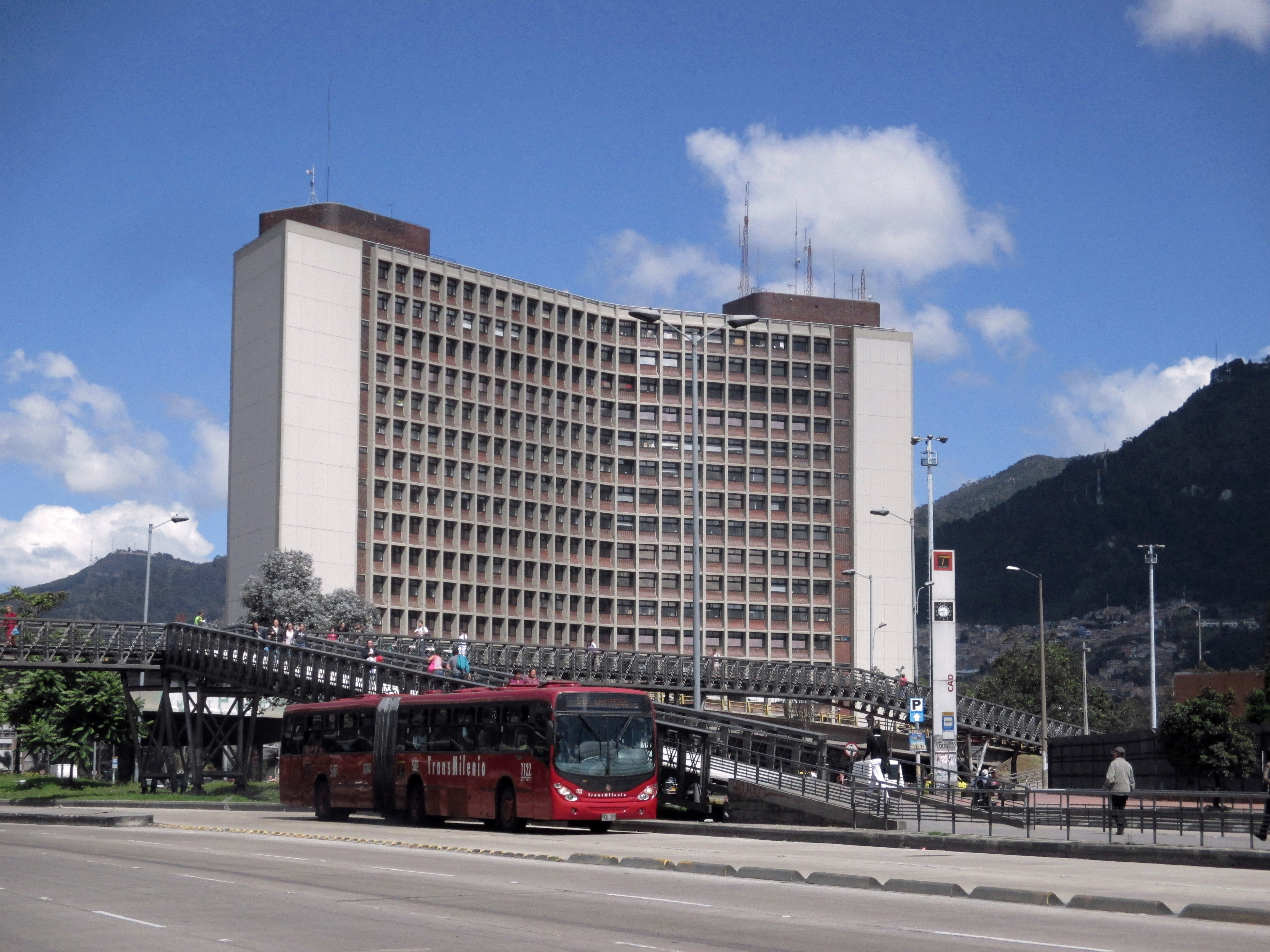
Centro Administrativo Distrital

- Cementerio del Norte (Calle 68)

### Teusaquillo
- Movistar Arena (Calle 57A)
- Estadio Nemesio Camacho El Campín (Calle 53B bis)
- Centro empresarial Colsubsidio - El Cubo (Calle 52)
- Instituto Geográfico Agustín Codazzi (Calle 48)
- Universidad Nacional de Colombia (Calle 45)
- Centro Administrativo Distrital - CAD (Calle 23)

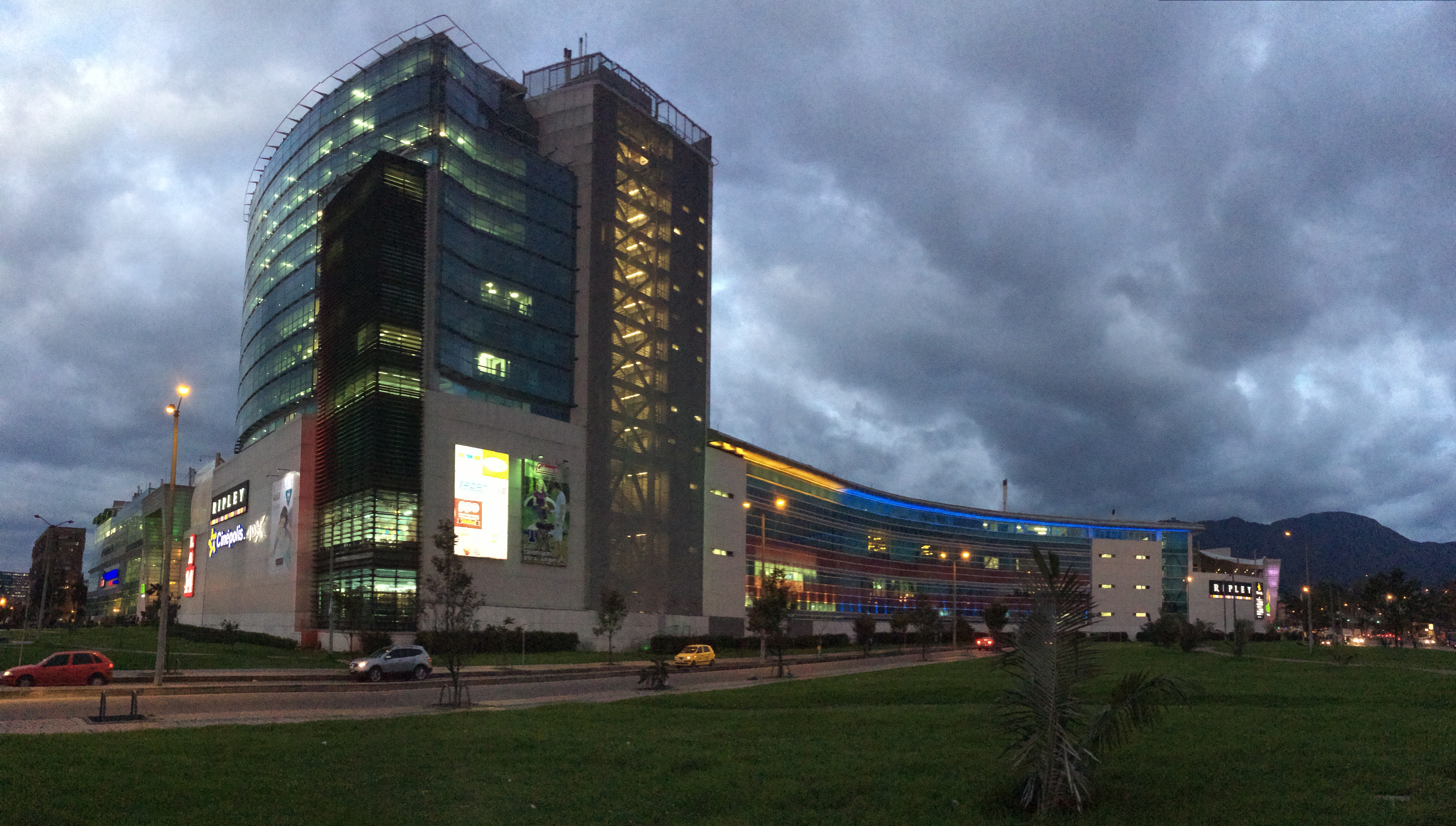
Centro comercial Mall Plaza (antiguamente Calima).

### Los Mártires
- Hospital Universitario Mayor Méderi (Calle 23 bis)
- Centro comercial Mallplaza NQS (Calle 19)
- Complejo judicial de Paloquemao (Calle 18)

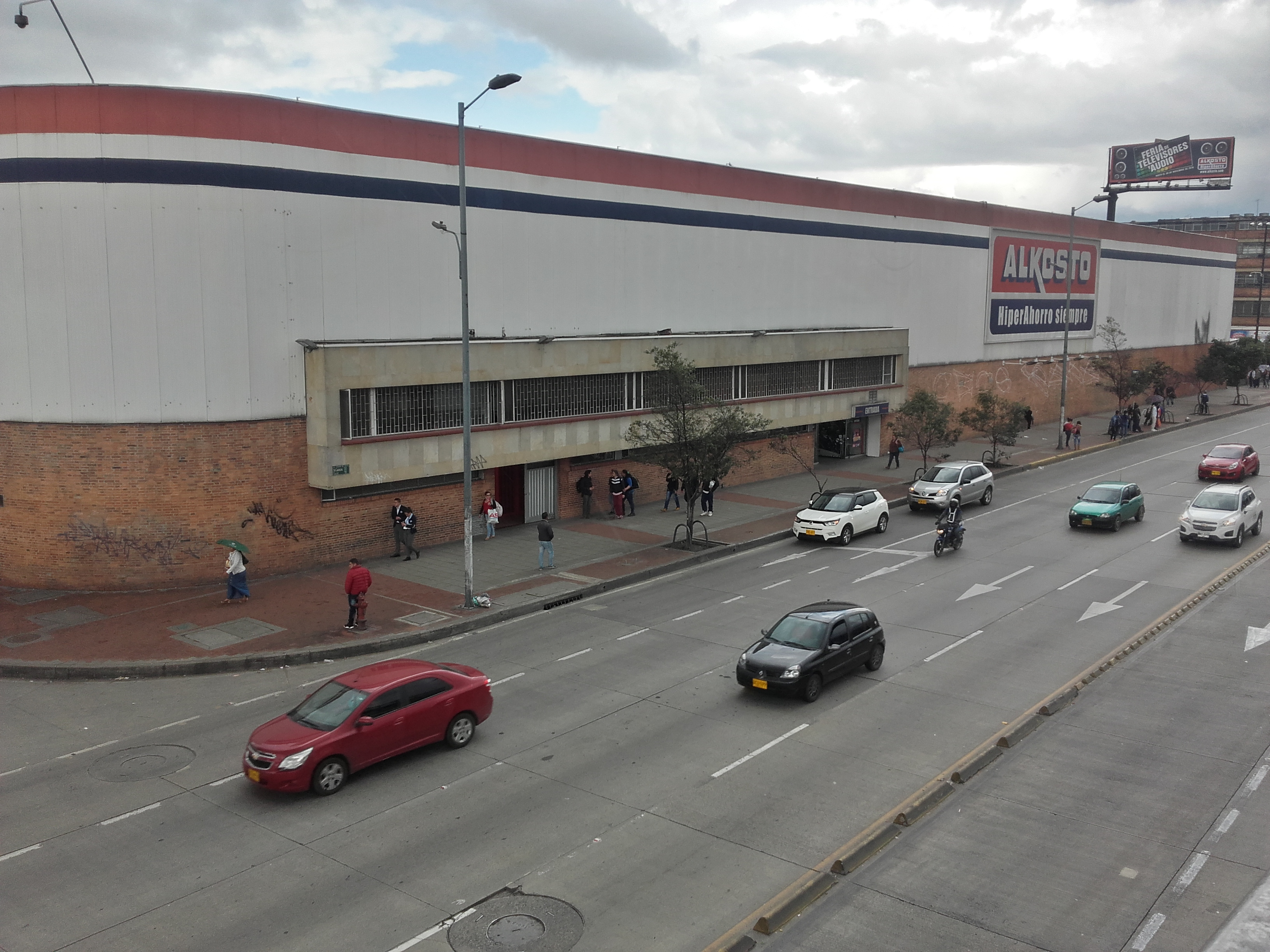
Alkosto Calle 10.

- Almacenes Olímpica (Calle 3)

### Puente Aranda
- Plaza de la Hoja (Calle 19A)
- Almacenes Jumbo (Calle 17)
- Complejo Nacional de Hostelería del SENA (Calle 15)
- Almacenes Alkosto (Calle 10)
- Centro comercial Ciudad Montes (Calle 15 Sur)

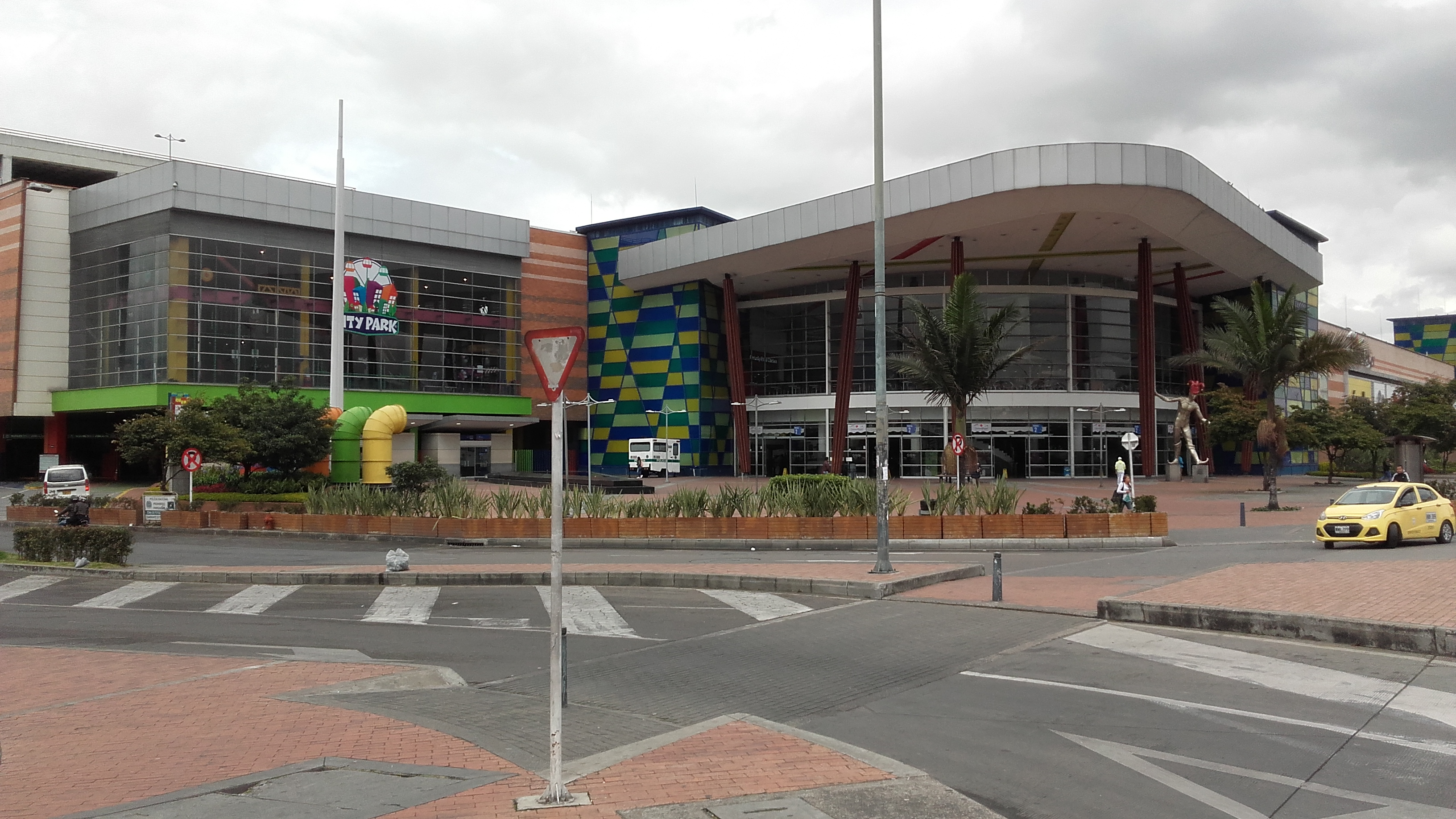
Centro comercial Centro Mayor.

- CADE Muzú (Carrera 52)

### Antonio Nariño
- UNAD CEAD José Acevedo y Gómez (Diagonal 16 Sur)
- SENA CEET - 1.º de Mayo (Calle 20 Sur)
- Centro comercial Centro Mayor (Calle 38A Sur)

### Tunjuelito
- Escuela de cadetes General Santander (Diagonal 46 Sur)
- Frigoríficos de Bogotá (Av. Boyacá)

### Kennedy
- Alkosto Venecia (Calle 40 Sur)
- Bavaria (Calle 45 Sur)

### Bosa
- Makro y Centro comercial Paseo Villa del Río (Carrera 63)
- Almacenes Metro (Carrera 72D)
- Cementerio el Apogeo (Carrera 73)
- Terminal satélite del Sur (Calle 59 Sur)
- Estación del ferrocarril de Bosa (Calle 63 Sur)

### Ciudad Bolívar

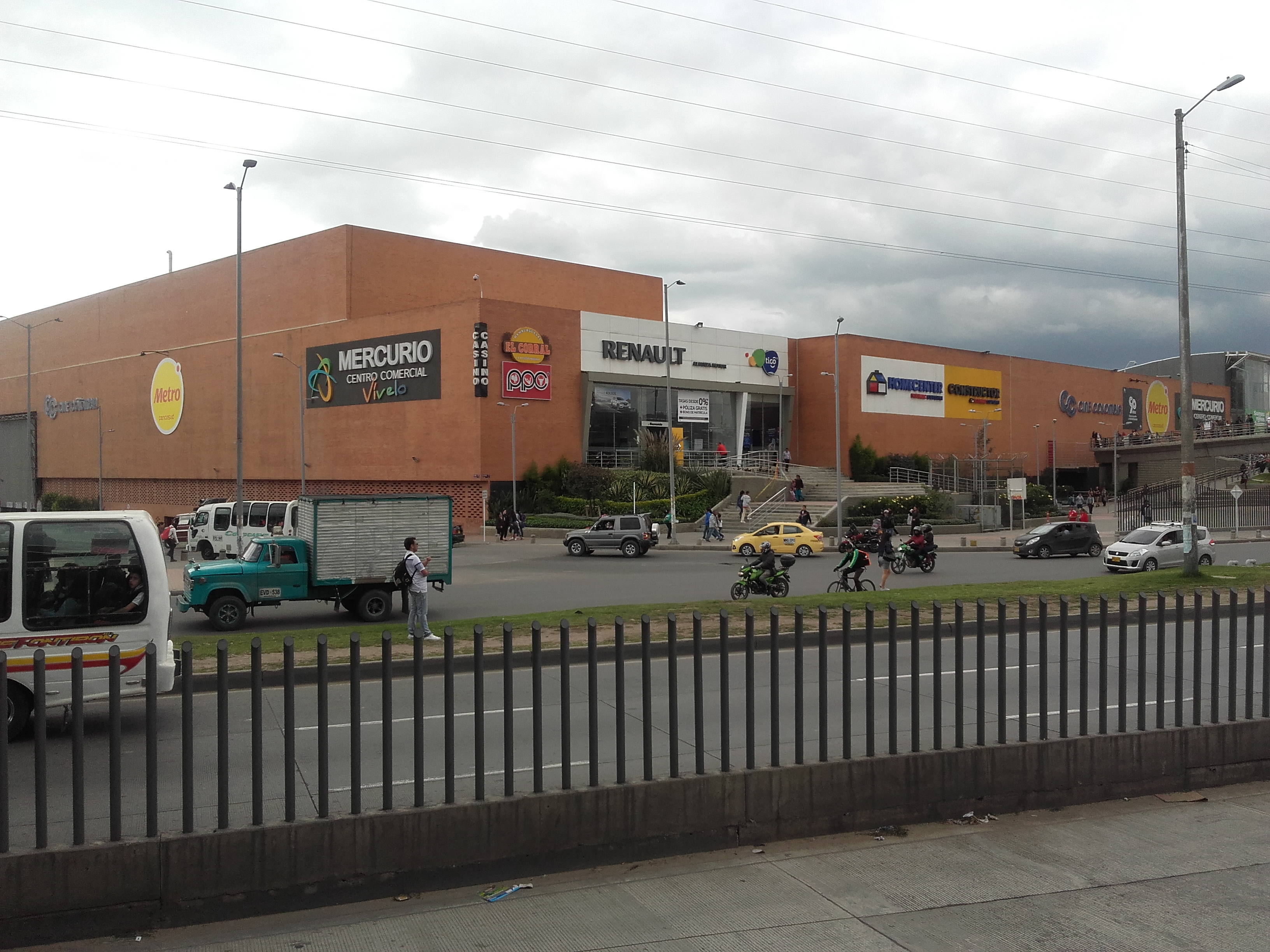
Centro comercial Mercurio.

- Club Cafam Madelena (Carrera 67)

### Soacha
- Tecnoparque SENA Soacha (Calle 53)
- Palacio de Justicia y Comando de Policía (Calle 44)
- Centro comercial Ventura (Calle 38)
- Centro comercial Mercurio (Calle 31)
- Centro comercial Gran Plaza Soacha (Carrera 11)
- Centro comercial Unisur (Calle 30)
- Universidad Minuto de Dios (Calle 7)
- Humedal El Vínculo (Calle 30 Sur)
- Humedal Cola Tierra Blanca (Calle 31 Sur)
- Cementerio Campos de Cristo (Chusacá)

## Galería

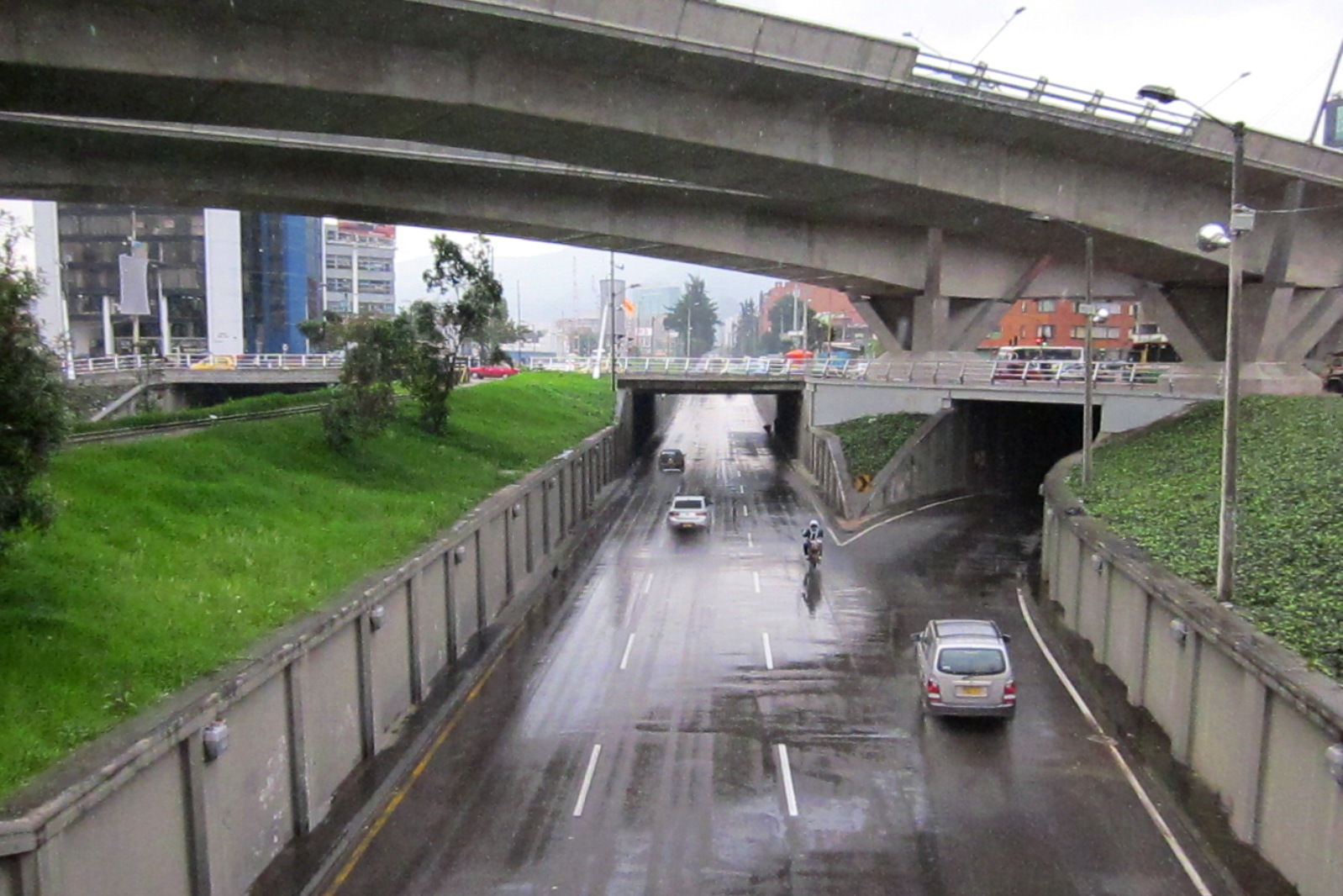
Av. 9 (NQS) a la altura de la Calle 100.
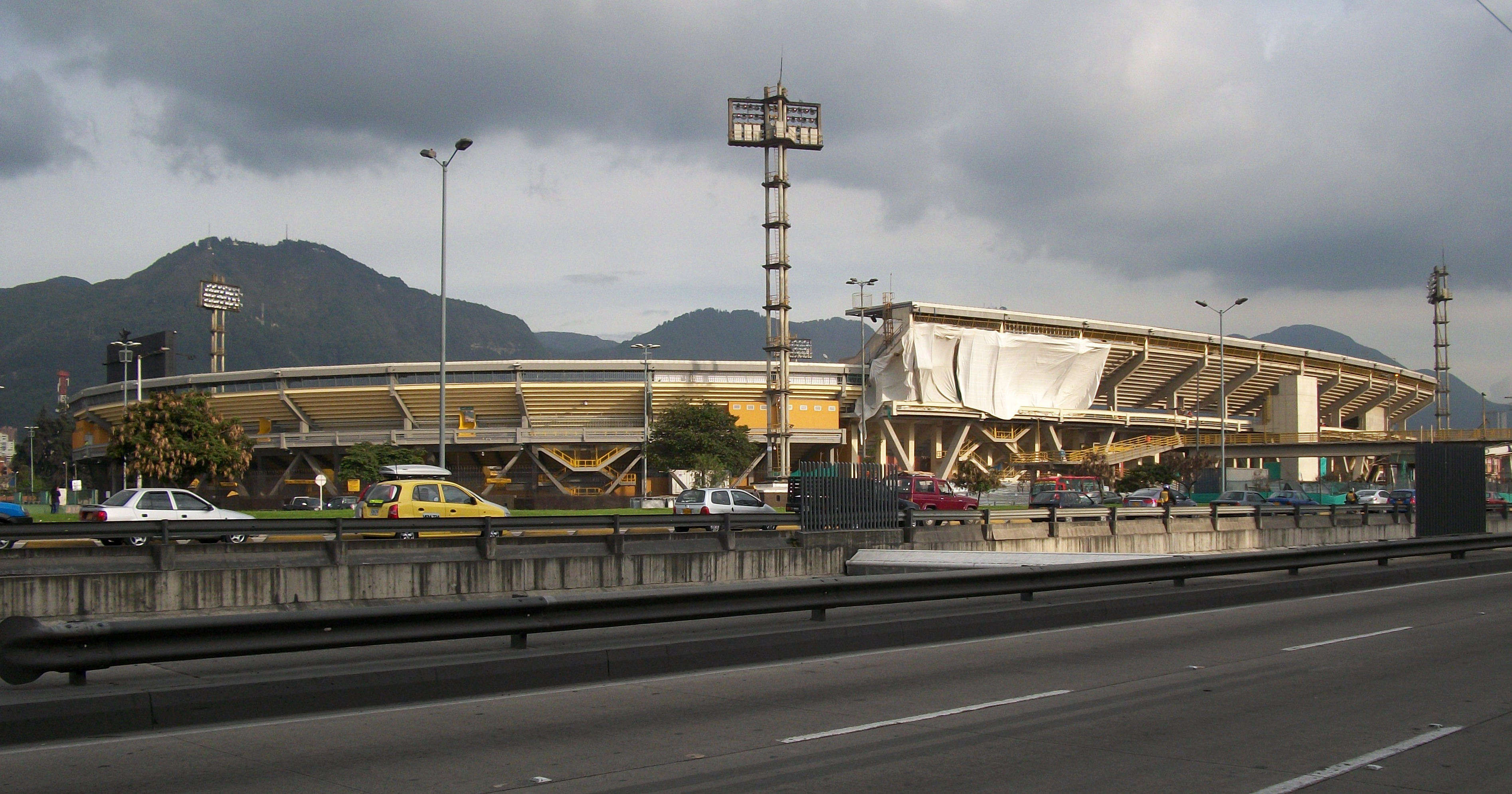
Estadio El Campín; NQS con Calle 57.
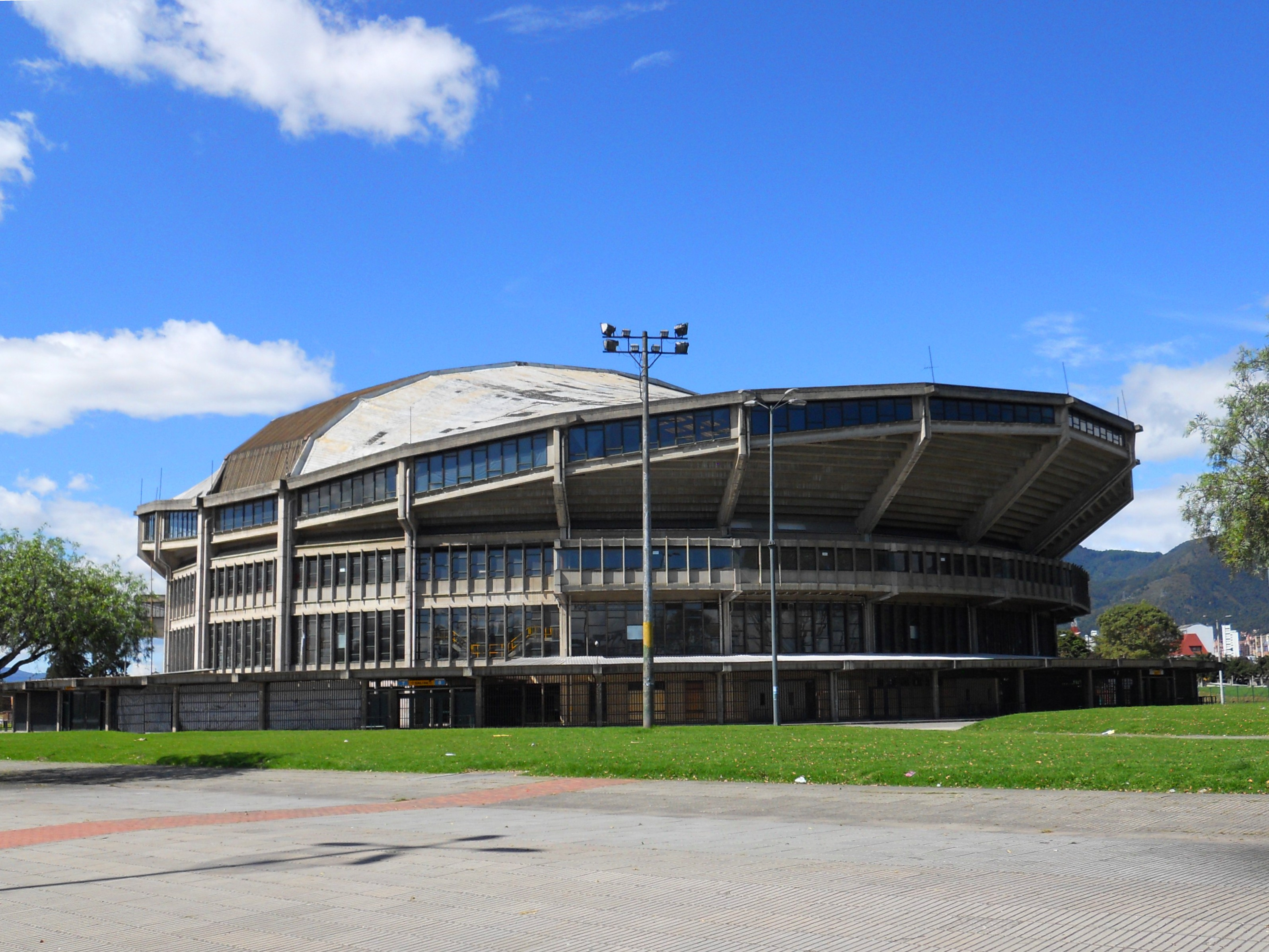
Coliseo Cubierto El Campín antes de ser remodelado para convertirse en el Movistar Arena; NQS con Calle 63.
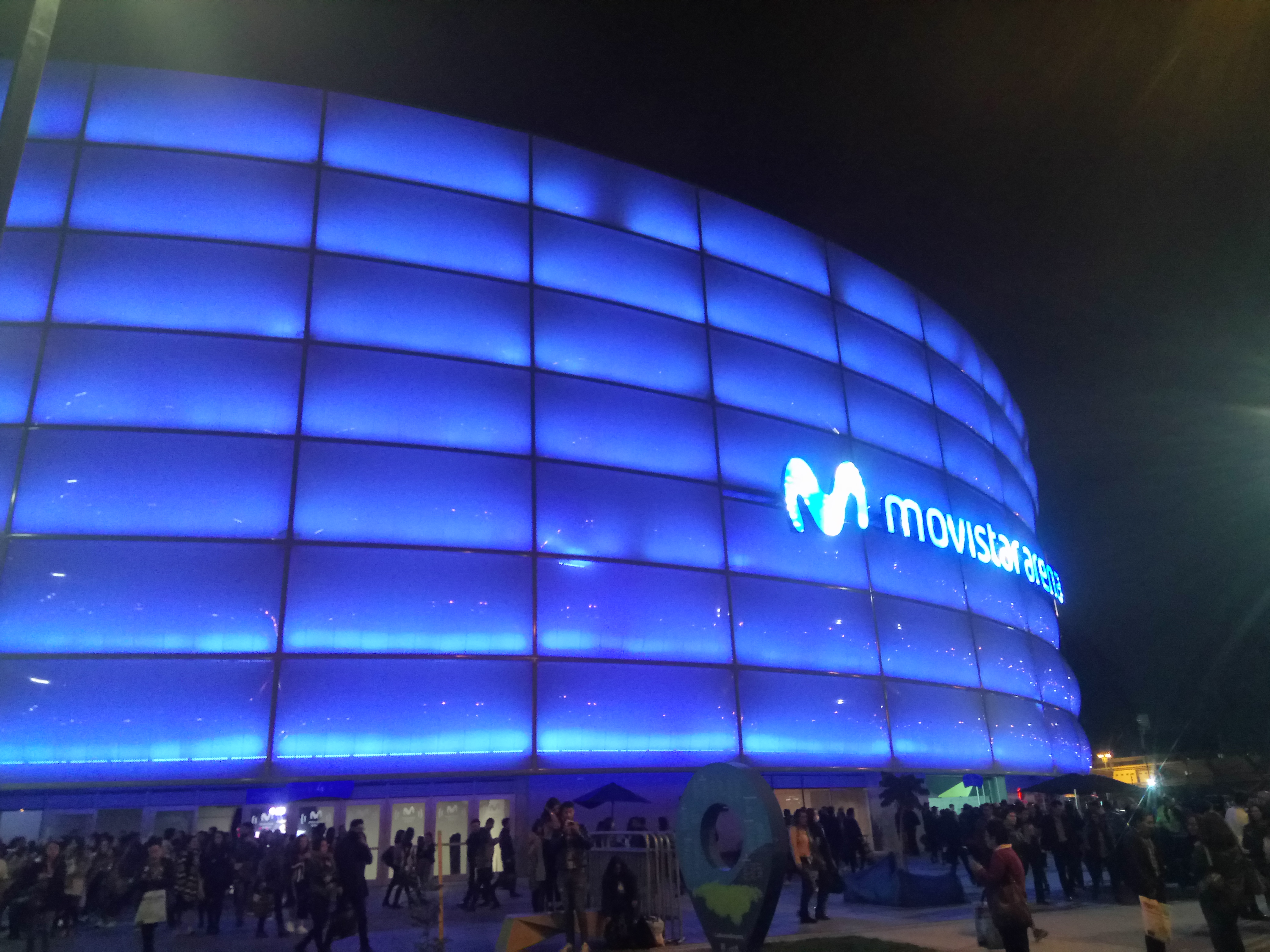
Movistar Arena; NQS con Calle 63.
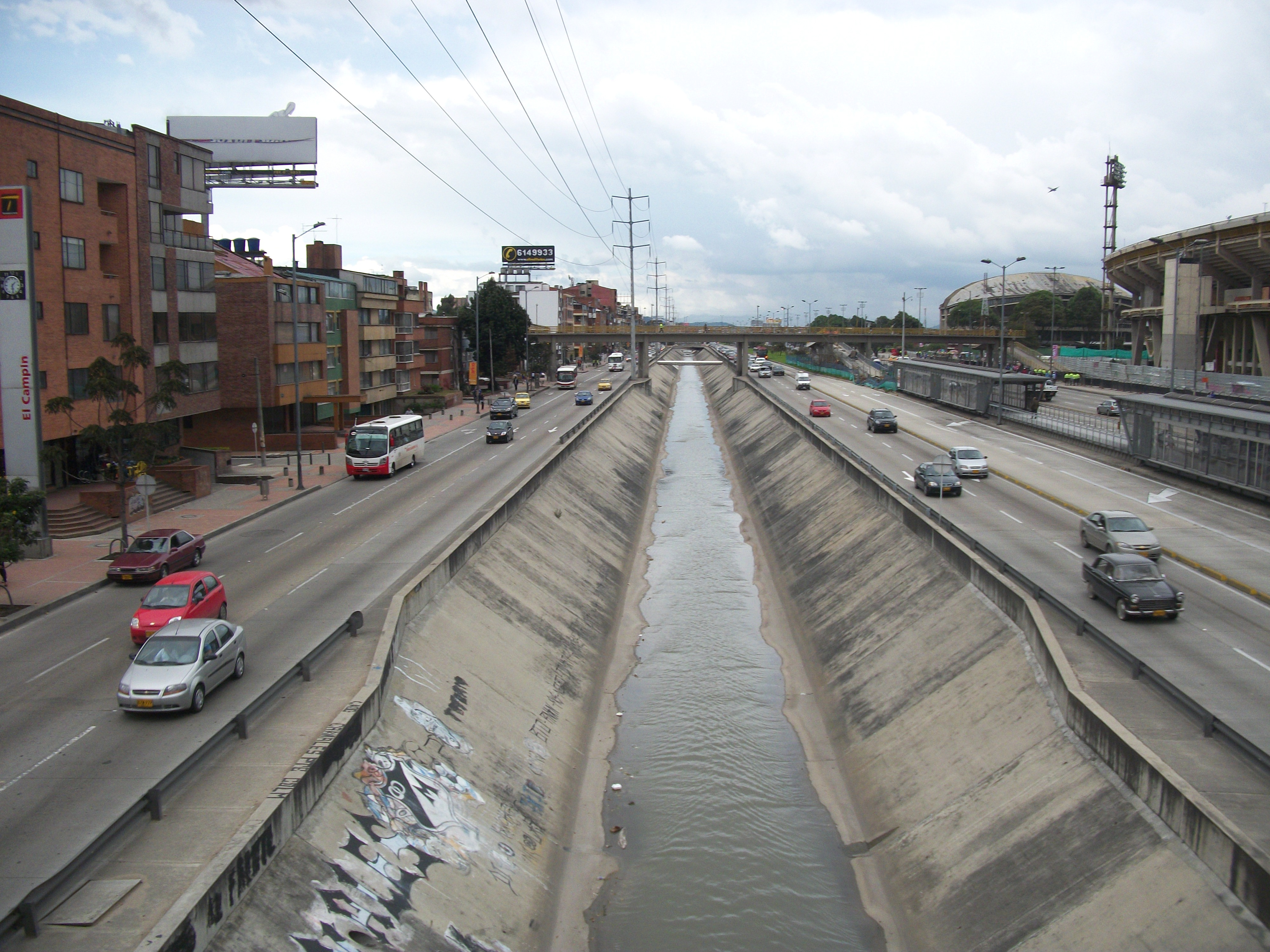
NQS a la altura del Estadio El Campín.
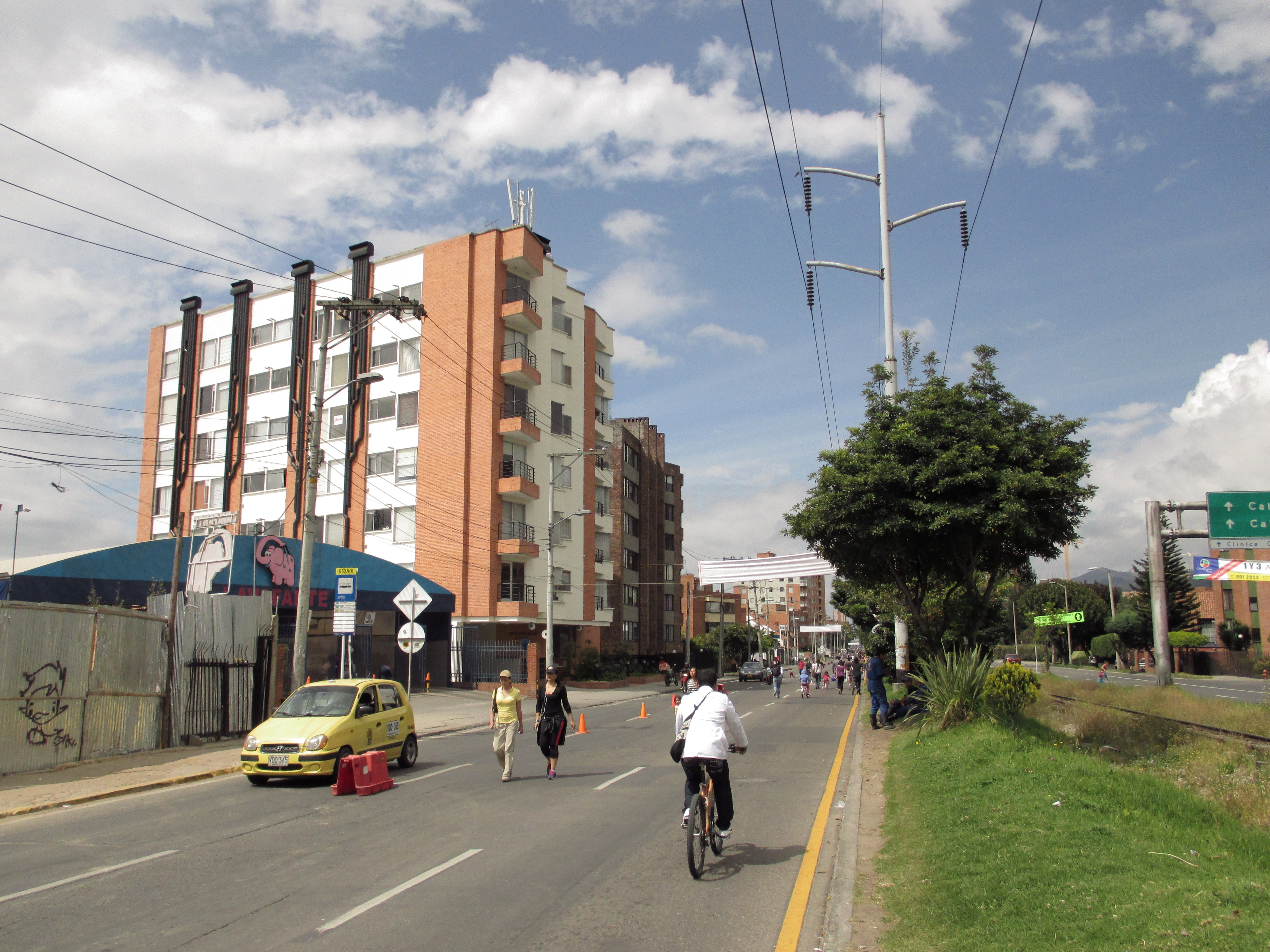
Av. 9 (NQS) a la altura de la Calle 140.
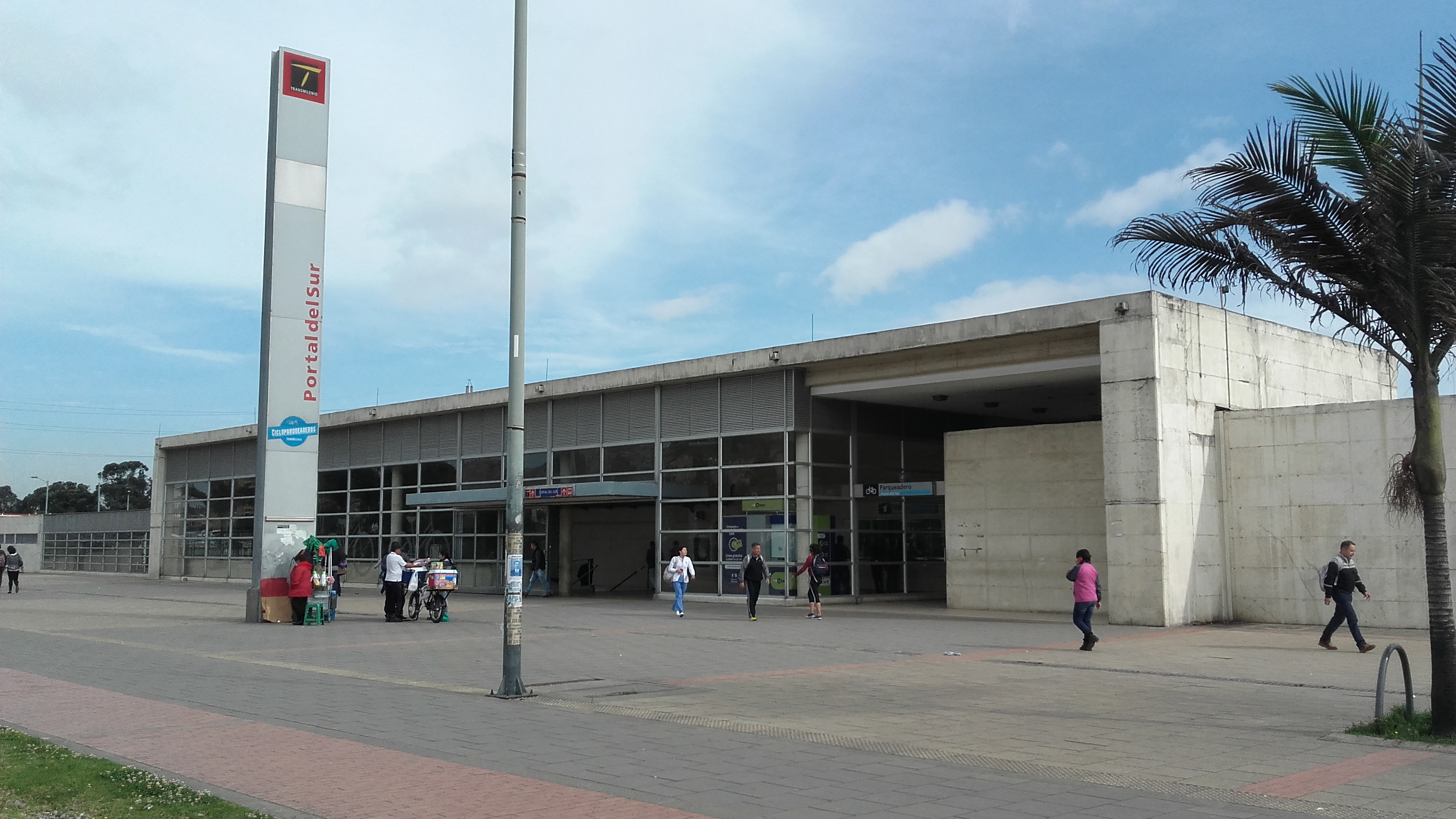
Portal Sur de TransMilenio, sobre la Autopista Sur (NQS) a la altura de la Calle 57R Sur.